# هيلموت غوتيريز
هيلموت غوتيريز (بالإسبانية: Helmut Gutiérrez) (2 يوليو 1987 بلاباز في بوليفيا - ) هو مدرب كرة قدم ولاعب كرة قدم بوليفي في مركز الوسط. شارك مع منتخب بوليفيا لكرة القدم. أما مع النوادي، فقد لعب مع نادي ريال بوتوسي وLa Paz F.C. ‏ وSport Boys Warnes ‏ وناسيونال بوتوسي ونادي بلومينغ.

## وصلات خارجية
- هيلموت غوتيريز على موقع الاتحاد الدولي (مؤرشف)  (الإنجليزية)
- هيلموت غوتيريز على موقع قاعدة بيانات كرة القدم.إي يو (الإنجليزية)
- هيلموت غوتيريز على موقع ناشيونال فوتبول تيمز (الإنجليزية)
- هيلموت غوتيريز على موقع Soccerway.com (الإنجليزية)
- هيلموت غوتيريز على موقع AS.com (الإسبانية)